# Carolina Fal
Carolina Eugenia Fal (Mercedes, 13 de septiembre de 1972) es una exactriz y médica argentina.

## Biografía
Nació en Mercedes el 13 de septiembre de 1972 y a los 18 años debutó como actriz en televisión. Su primer papel fue en la serie para adolescentes Clave de Sol, en Canal 13. Posteriormente actuó en la serie Zona de riesgo, también en Canal 13. Participó en roles destacados en las películas Animalada (2001) de Sergio Bizzio, Gerente en Dos Ciudades (2003) y Un buda (2005) de Diego Rafecas. Ese mismo año 2005, la actriz incursiona por primera vez en la escritura del guion cinematográfico para la película de Luis Ortega Monobloc, en la cual además actúa junto a Graciela Borges y Rita Cortese; interpretación por la cual fue nominada a los Premios Cóndor de Plata como Mejor Actriz.
Entre las obras de teatro que ha protagonizado se encuentran: Oleana de David Mamet (junto a Gerardo Romano), La casa de Bernarda Alba de Federico García Lorca, Casa de muñecas de Ibsen, Panorama desde el puente de Arthur Miller, Dios perro, Electra shock (basada en la tragedia griega homónima y dirigida por José María Muscari) y la La Venus de las pieles. También fue protagonista de La malasangre (con Joaquín Furriel) y La persistencia (dirigida por Cristina Banegas), ambas obras de Griselda Gambaro.
Estudió medicina en la Universidad Austral y se recibió en 2014, especializándose en pediatría; desde entonces trabaja en el Hospital Muñiz y no volvió a aparecer en ninguna novela o serie televisiva.

## Vida personal
Desde 2005 está en pareja con Santo Biasatti, y en 2019 contrajeron matrimonio. Juntos tienen dos hijas: Sofía, nacida en 2011, y Lucía, nacida en 2013. Enfrentarón rumores de separación en 2023 pero su marido salió a negarlo.

## Televisión
| Año       | Título                     | Personaje               | Canal      |
| --------- | -------------------------- | ----------------------- | ---------- |
| 1990      | Clave de Sol               | Soledad                 | El Trece   |
| 1990      | Amigos son los amigos      | Carla                   | Telefe     |
| 1991-1993 | La banda del Golden Rocket | Carolina                | El Trece   |
| 1992      | Zona de riesgo             | Gaby                    | El Trece   |
| 1993      | Gerente de familia         | Debora                  | El Trece   |
| 1994      | Casi todo, casi nada       | María José              | El Trece   |
| 1995      | Leandro Leiva, un soñador  | Carina                  | Canal 9    |
| 1995      | Alta comedia               | Varios                  | Canal 9    |
| 1997-1998 | De corazón                 | Aldana                  | El Trece   |
| 1998      | Son o se hacen             | Greta                   | Canal 9    |
| 1999      | Drácula                    | Ana                     | America TV |
| 2000      | Tiempo final               | Sofía "Ep15: Simulacro" | Telefe     |
| 2003      | Resistiré                  | Martina Manzur          | Telefe     |
| 2006      | El tiempo no para          |                         | Canal 9    |

## Cine
| Año  | Título                           | Personaje   | Dirección                                  | Notas                                   |
| ---- | -------------------------------- | ----------- | ------------------------------------------ | --------------------------------------- |
| 1993 | El caso María Soledad            | Mava        | Héctor Olivera                             |                                         |
| 1995 | Casas de fuego                   | Elsa Conrad | Juan Bautista Stagnaro                     |                                         |
| 1996 | Flores amarillas en la ventana   | Lucía       | Víctor Jorge Ruiz                          |                                         |
| 1996 | La maestra normal                | Raselda     | Carlos Orgambide                           |                                         |
| 2001 | Animalada                        | Paula       | Sergio Bizzio                              |                                         |
| 2003 | Gerente en dos ciudades          | Ana         | Diego Soffici                              |                                         |
| 2004 | Monobloc                         | "Nena"      | Luis Ortega                                | También Guionista                       |
| 2005 | Un Buda                          | Laura       | Diego Rafecas                              |                                         |
| 2007 | Mujeres elefante                 | María       | Israel Adrián Caetano y José María Muscari | Película de TV emitida en la TV Pública |
| 2007 | Aún, canción para una mujer sola | La mujer    | Sergio Brauer                              | Cortometraje                            |

## Teatro
- Ana y Haroldo
- Oleanna
- La casa de Bernarda Alba
- Casa de muñecas
- Panorama desde el puente
- Dios perro
- Electra Shock
- La malasangre
- La persistencia
- La Venus de las pieles

## Videoclip
| Año  | Canción   | Cantante      |
| ---- | --------- | ------------- |
| 2003 | Asesíname | Charly García |

## Premios y nominaciones
| Año  | Premio                 | Categoría               | Programa                 | Resultado |
| ---- | ---------------------- | ----------------------- | ------------------------ | --------- |
| 1992 | Premio ACE             | Revelación Femenina     | Ana y Haroldo            | Nominada  |
| 1992 | Premio Martín Fierro   | Mejor Actriz de Reparto | Zona de riesgo           | Nominada  |
| 1999 | Premio ACE             | Mejor Actriz            | Oleanna                  | Ganadora  |
| 2003 | Premio ACE             | Mejor Actriz            | Dios perro               | Nominada  |
| 2003 | Premio Martín Fierro   | Mejor Actriz            | Resistiré                | Ganadora  |
| 2004 | Premio ACE             | Mejor Actriz de Reparto | Panorama desde el puente | Nominada  |
| 2005 | Premio ACE             | Mejor Actriz            | Electra Shock            | Nominada  |
| 2007 | Premio ACE             | Mejor Actriz            | La Persistencia          | Nominada  |
| 2007 | Premio Cóndor de Plata | Mejor Actriz            | Monobloc                 | Nominada  |
| 2007 | Premio Sur             | Mejor Guion Original    | Monobloc                 | Nominada  |